# エバン・リード
エバン・リード（Evan Reed, 1985年12月31日 - ）は、アメリカ合衆国・カリフォルニア州サンルイスオビスポ郡サンルイスオビスポ出身の元プロ野球選手（投手）。右投右打。

## 経歴

### プロ入りとレンジャーズ傘下時代
2007年のMLBドラフト3巡目（全体110位）でテキサス・レンジャーズから指名され、7月3日に契約。傘下のA-級スポケーン・インディアンスでプロデビューし、7試合（先発4試合）に登板して0勝0敗1セーブ・防御率2.04・23奪三振の成績を残した。8月にA級クリントン・ランバーキングスへ昇格。4試合に先発登板して1勝1敗・防御率1.80・11奪三振の成績を残した。
2008年はA級クリントンで開幕を迎え、4月14日にAA級フリスコ・ラフライダーズへ昇格。1試合に先発登板して1勝0敗・防御率0.00・3奪三振の成績を残した。翌日にA級クリントンへ降格。4月下旬にA+級ベーカーズフィールド・ブレイズへ昇格。23試合に先発登板して7勝10敗・防御率6.25・89奪三振の成績を残した。
2009年はA+級ベイカーズフィールドでプレーし、46試合に登板して2勝2敗25セーブ・防御率2.96・65奪三振の成績を残した。オフにはアリゾナ・フォールリーグに参加し、サプライズ・サグアロスに所属した。
2010年はAA級フリスコとAAA級オクラホマシティ・レッドホークスでプレー。AA級フリスコでは30試合に登板して1勝1敗5セーブ・防御率1.62・34奪三振の成績を残した。

### マーリンズ傘下時代
2010年7月29日にホルヘ・カントゥとのトレードで、オマー・ポベダと共にフロリダ・マーリンズへ移籍した。移籍後は傘下のAA級ジャクソンビル・サンズで1試合に登板した。オフの11月19日に40人枠入りを果たした。
2011年はルーキー級ガルフ・コーストリーグ・マーリンズで8試合に登板後、8月にA+級ジュピター・ハンマーヘッズへ昇格。11試合に登板して0勝1敗・防御率4.02・13奪三振の成績を残した。オフには2年ぶりにアリゾナ・フォールリーグに参加し、前回と同じくサプライズに所属した。
2012年はまずAA級ジャクソンビルでプレーし、27試合に登板して3勝1敗12セーブ・防御率2.34・43奪三振の成績を残した。6月にAAA級ニューオーリンズ・ゼファーズへ昇格。23試合に登板して2勝3敗1セーブ・防御率7.16・27奪三振の成績を残した。
2013年2月19日にマーリンズと1年契約に合意。3月11日にAAA級ニューオーリンズへ異動した。3月31日にDFAとなった。

### タイガース時代
2013年4月3日にウェイバー公示を経てデトロイト・タイガースへ移籍した。同日に傘下のAAA級トレド・マッドヘンズへ異動した。5月16日にメジャーへ昇格し、同日のレンジャーズ戦でメジャーデビュー。6回1死から登板し、2.2回を投げ2安打1失点だった。この年メジャーでは16試合に登板して0勝1敗・防御率4.24・17奪三振の成績を残した。
2014年2月24日にタイガースと1年契約に合意し、開幕ロースター入りした。この年は32試合に登板して0勝1敗・防御率4.18・26奪三振の成績を残した。オフの11月1日にFAとなった。

### 独立リーグ時代
2015年8月11日に独立リーグ・アメリカン・アソシエーションのアマリロ・ソックスと契約。
2016年2月19日にリンカーン・ソルトドッグスと契約。
2017年4月13日にアトランティックリーグのシュガーランド・スキーターズと契約。9月12日にサザンメリーランド・ブルークラブスと契約。

## 詳細情報

### 年度別投手成績（MLB）
| 年 度     | 球 団     | 登 板 | 先 発 | 完 投 | 完 封 | 無 四 球 | 勝 利 | 敗 戦 | セ 丨 ブ | ホ 丨 ル ド | 勝 率 | 打 者 | 投 球 回 | 被 安 打 | 被 本 塁 打 | 与 四 球 | 敬 遠 | 与 死 球 | 奪 三 振 | 暴 投 | ボ 丨 ク | 失 点 | 自 責 点 | 防 御 率 | W H I P |
| --------- | --------- | ----- | ----- | ----- | ----- | -------- | ----- | ----- | -------- | ----------- | ----- | ----- | -------- | -------- | ----------- | -------- | ----- | -------- | -------- | ----- | -------- | ----- | -------- | -------- | ------- |
| 2013      | DET       | 16    | 0     | 0     | 0     | 0        | 0     | 1     | 0        | 0           | .000  | 105   | 23.1     | 28       | 2           | 8        | 0     | 1        | 17       | 1     | 1        | 16    | 11       | 4.24     | 1.54    |
| 2014      | DET       | 32    | 0     | 0     | 0     | 0        | 0     | 1     | 0        | 4           | .000  | 145   | 32.1     | 39       | 2           | 12       | 1     | 3        | 26       | 1     | 1        | 19    | 15       | 4.18     | 1.58    |
| 通算：2年 | 通算：2年 | 48    | 0     | 0     | 0     | 0        | 0     | 2     | 0        | 4           | .000  | 250   | 55.2     | 67       | 4           | 20       | 1     | 4        | 43       | 2     | 2        | 35    | 26       | 4.20     | 1.56    |

### 背番号
- 57（2013年 - 2014年）